# Forte de Santo Antônio
O Forte de Santo Antônio localizava-se sobre a ponta de Santo Antônio, à margem esquerda da barra do rio Paraíba do Norte, no litoral do estado da Paraíba, no Brasil.

## História

### Antecedentes
No contexto da segunda das Invasões holandesas do Brasil (1630-1654), remonta a um simples reduto sob a invocação de Santo Antônio (Reduto de Santo Antônio), iniciado em 1631 em frente ao Forte do Cabedelo (onde atualmente localiza-se Costinha) com quem cruzava fogos. Comandado pelo Capitão Duarte Gomes da Silveira (BARRETTO, 1958:122), resistiu ao ataque neerlandês de dezembro desse ano.

### O forte
A primitiva estrutura de campanha foi ampliada e reforçada a partir de 1633, pelo Engenheiro militar Diogo Pais, transformando-se em um forte, passando a contar com dois baluartes. Ainda incompleto, sob o comando do Capitão Lourenço de Brito Correia (Lourenço Cavalcanti?), com o reforço de forças do cacique dos Potiguaras Simão Soares Jaraguari, resistiu, em fevereiro do ano seguinte, aos ataques do neerlandês Sigismund van Schkoppe. À época, recebeu reforços na artilharia e melhorias na sua defesa, ficando guarnecido com uma companhia de sessenta homens, sob o comando do Capitão Luiz de Magalhães. Com os parapeitos ainda por construir, quando do maciço assalto neerlandês de dezembro de 1634 ao Forte de Santa Catarina, o Forte de Santo Antônio, sob o comando do Capitão Valcassar, capitulou a 23 de dezembro (BARRETTO, 1958:122).
Ocupado, foi reformado por determinação do Conde Maurício de Nassau (1604-1679), quando de sua visita à Paraíba, em 1637. BARLÉU (1974) relata as providências, confiadas a Elias Herckmans, diretor da Paraíba, na ocasião:
"(...) Abandonou, na margem setentrional do rio um outro forte - o de Santo Antônio -, por causa das grandes despesas, deixando ali somente uma torre para a defesa do lugar." (op. cit., p. 76)
Mas Nassau, no "Breve Discurso", datado de 14 de janeiro de 1638, sob o tópico "Fortificações", informa:
"O forte do Norte [da barra do rio Paraíba do Norte], denominado Santo Antônio, é quadrangular com quatro baluartes e está ainda no estado em que o tomamos ao inimigo, exceto que, como era muito escarpado, quando o levantaram, e, por isso, ameaçava cair, foi necessário adelgaçá-lo por fora, para dar-se-lhe mais forma."
Na iminência do ataque de uma frota espanhola ao Brasil holandês (c. 1639), foi reforçado por determinação de Nassau:
"Ele próprio, dirigindo-se à Paraíba, mandou restaurar as fortificações arruinadas, providenciando cuidadosamente todo o necessário à defensão desta província. (...) Reduziu, porém, o forte de Santo Antônio do Norte a uma torre de vigia, refazendo-lhe o parapeito e provendo-o de três peças contra os opugnantes." (BARLÉU, 1974:159)
O "Relatório sobre o estado das Capitanias conquistadas no Brasil", de autoria de Adriano do Dussen, datado de 4 de abril de 1640, confirma:
"O forte situado ao Norte, de Santo Antônio, à margem setentrional da barra, é batido do mar; o baluarte que olha para o lado da terra foi transformado num reduto, cercado de forte paliçada. Há aí 3 peças."
BARLÉU (1974) transcreve o Relatório de Dussen: "(...) o de Santo Antônio do Norte, quase sorvido pelo mar, e que se reduz a uma torre protegida por uma cerca e sua artilharia." (op. cit., p. 144)
Os neerlandeses perderam o controle da cidade de Frederica (Filipeia de Nossa Senhora das Neves) em 1645, ficando restritos à ocupação do Forte do Cabedelo e deste Forte de Santo Antônio, que quando da capitulação em Recife (1654), foram abandonados e reocupados por forças portuguesas comandadas pelo Coronel Francisco de Figueiroa.